# Dominique de Sora
Saint Dominique abbé, connu aussi comme San Dominique de Foligno ou saint Domenico de Sora, en latin Dominicus de Sora e Dominicus Confessoris (Foligno, 951 – Sora, 22 janvier 1031), est un abbé italien, réformateur de la vie monastique, à cheval sur le Xe et le XIe siècle.

## Éléments biographiques

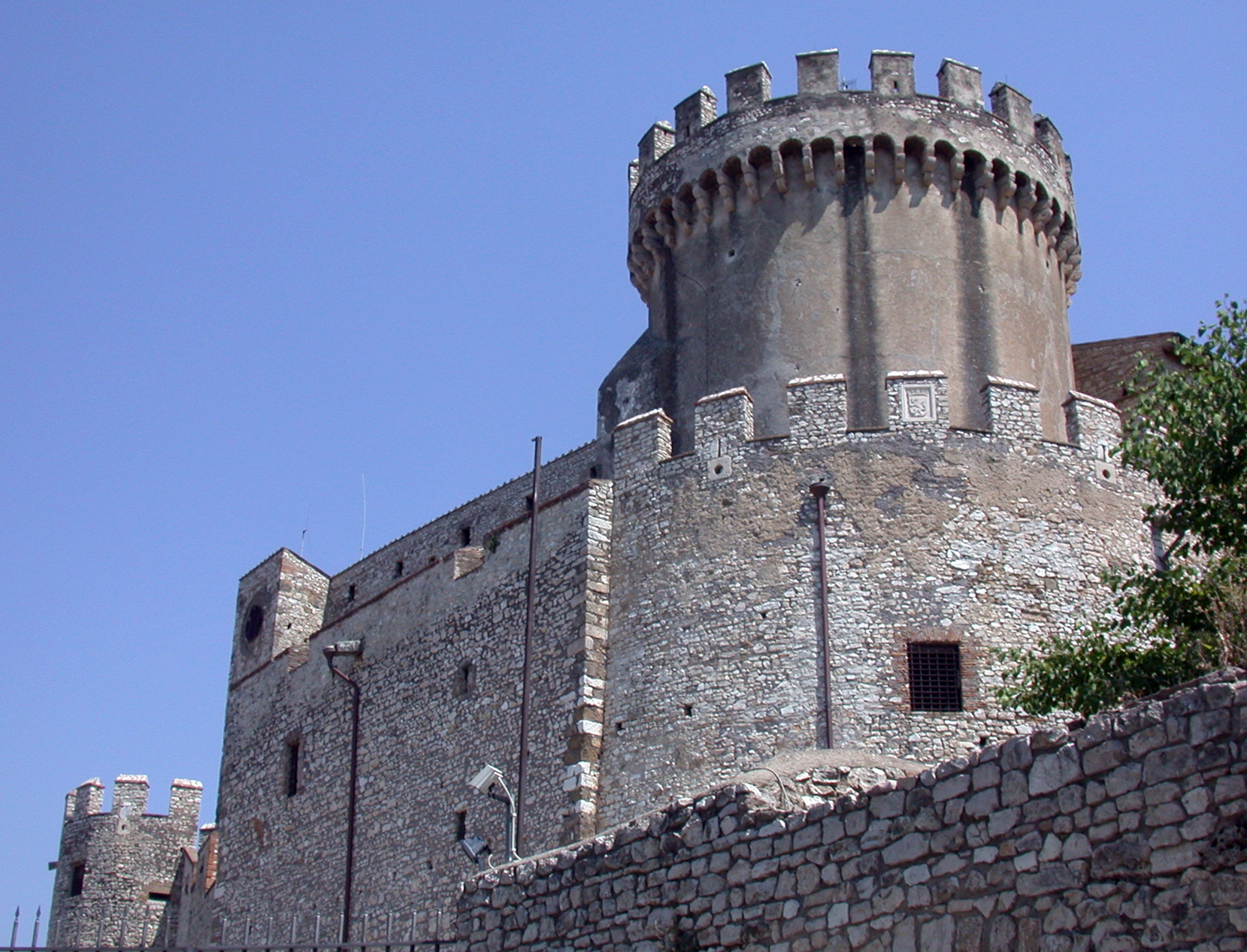
Château de Nerola, principale forteresse du seigneur Crescenzio dans la région Sabine au XIe siècle

La terre d'origine et le contexte historique de Dominique ont profondément marqué l'activité religieuse de ce moine bénédictin, autour de l'an 1000. À cette époque en Italie, justement dans la région  de Spolète, commençaient à se dessiner les deux genres d'allégeances qui ont ensuite contribué aux guerres entre les villes guelfes et gibelines. Son activité de prédicateur, de fondateur de monastères et de réformateur se développa sur le territoire de l'ex Duché de Spolète et du Comté romain de Campanie (Umbrie, Lazio, Abruzzes, Molise), principalement dans les Apennins des Abruzzes, en Latium, et du nord vers le sud, jusqu'à la Campanie et la Terre de Saint Benoît. Les événements que ses biographes rapportent, pour lesquels il est vénéré comme saint par l'Église catholique, sont mentionnés comme exemple de vertu monastique, d'obéissance et de piété, de dévouement civil, non moins que pour l'aspect mystique et thaumaturgique de sa prédication. De fait de nombreux miracles lui sont attribués.
Il naquit à Foligno en 951, de Giovanni et d'Apa.

### Formation culturelle et religieuse
Il fut confié depuis sa petite enfance aux bénédictins de San Silvestro Curasero, où il fit les études de rhétorique, de musique et d'arithmétique, en pratiquant la règle de saint Benoît. Une fois adulte, il commença sa quête spirituelle en Sabine, où l'abbé Donnoso établissait un monastère consacré à la Mère de Dieu en un lieu où autrefois existait une statue du dieu Ammon, pour cette raison appelé Petra Demone après l'évangélisation des païens, et c'est là que pour la première fois il fit une période d'ermitage. Il prononça ses vœux en 974, devint moine bénédictin. Finalement il fut ordonné prêtre, lorsqu'il fut peut-être envoyé par Donnoso en Campanie, à Montecassino (dans le monastère qui renaissait alors grâce au gouvernement d'Aligerno), à moins qu'il ne soit resté à mûrir sa vocation dans les ermitages de la Sabine sans en sortir.

### Prédication et activité monastique

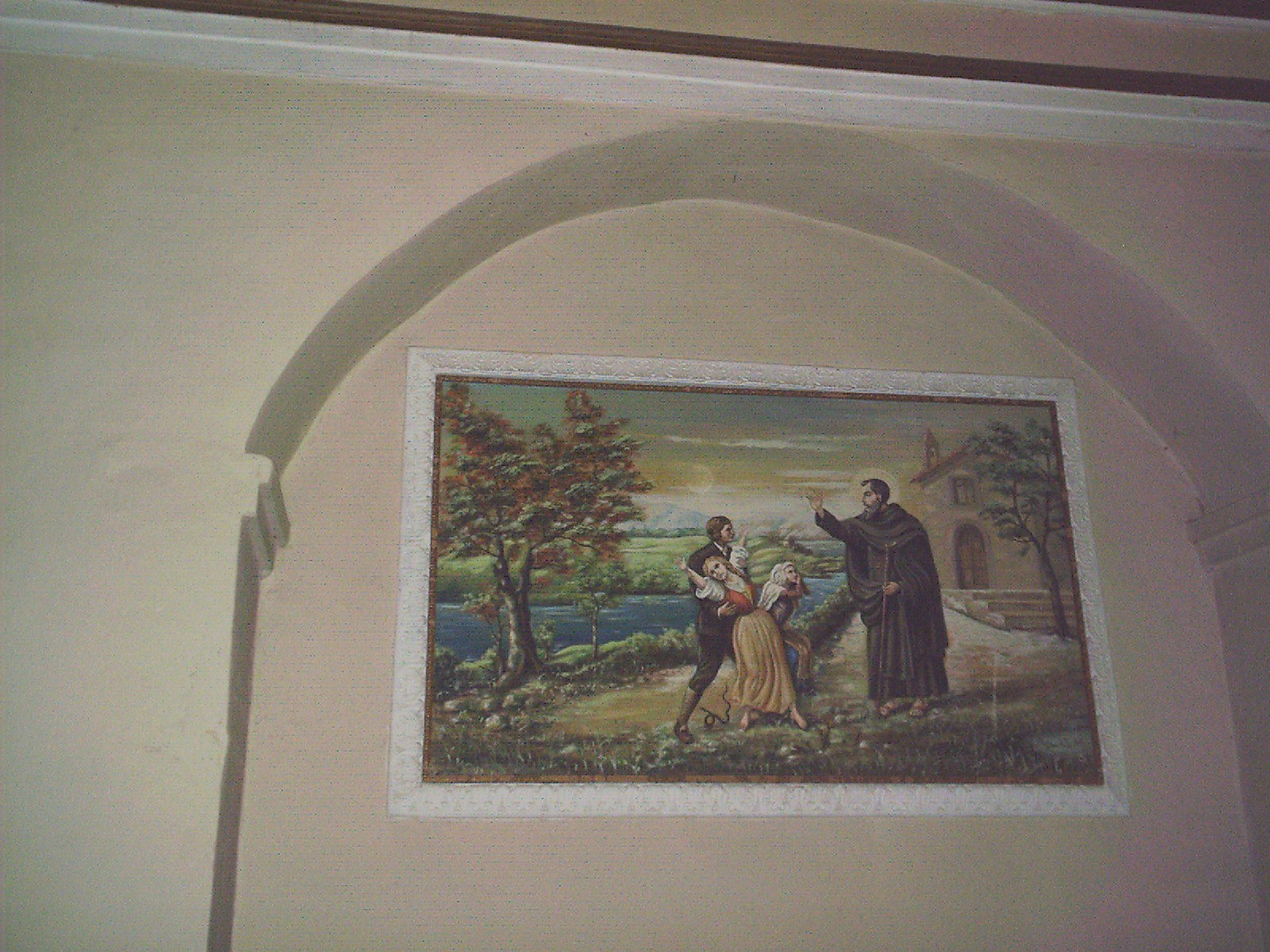
fresque de l'ermitage de Saint-Dominique à Villalago

Luigi Tosti et avec lui Atanasio Taglienti, dans leurs reconstitutions de la vie de Dominique, supposent que le saint pratiqua à Montecassino les études que la règle et les coutumes bénédictines prévoyaient pour la formation spirituelle des moines. Celle-ci prévoyaient, en plus d'un approfondissement des classiques, la pratique de la solitude et la prédication au petit peuple. Son activité suscita aussitôt la ferveur des populations et du clergé citadin. Puis il aurait décidé de passer au mont Cassin une longue période de retrait du monde aux confins de l'abbaye de Farfa, le lieu de son noviciat, suscitant là aussi l'intérêt du petit peuple, des habitants, des bergers et des seigneur locaux. De nouveau à Petra Demone, il obtint l'autorisation du pape Jean XV de construire son premier monastère, avec l'appui du seigneur Uberto, gérant des possessions de la famille Crescenzi en Sabine, alors en litige avec les moines de Farfa. En cette époque où les activités monastiques s'inscrivaient dans le mouvement des nombreuses constructions rurales, l'œuvre de Dominique fut appuyée par le pouvoir laïc. Ce dernier tirait profit de l'activité économique des nouveaux monastères pour encourager l'installation de nouvelles populations dans les vallées des Apennins et le phénomène d'«enchâtellement». Le monastère fut mis sous le patronage de saint Salvatore, connu aujourd'hui comme Saint Salvatore mineur. Dominique en devint abbé jusqu'à la nomination de son successeur, un certain Costanzo.

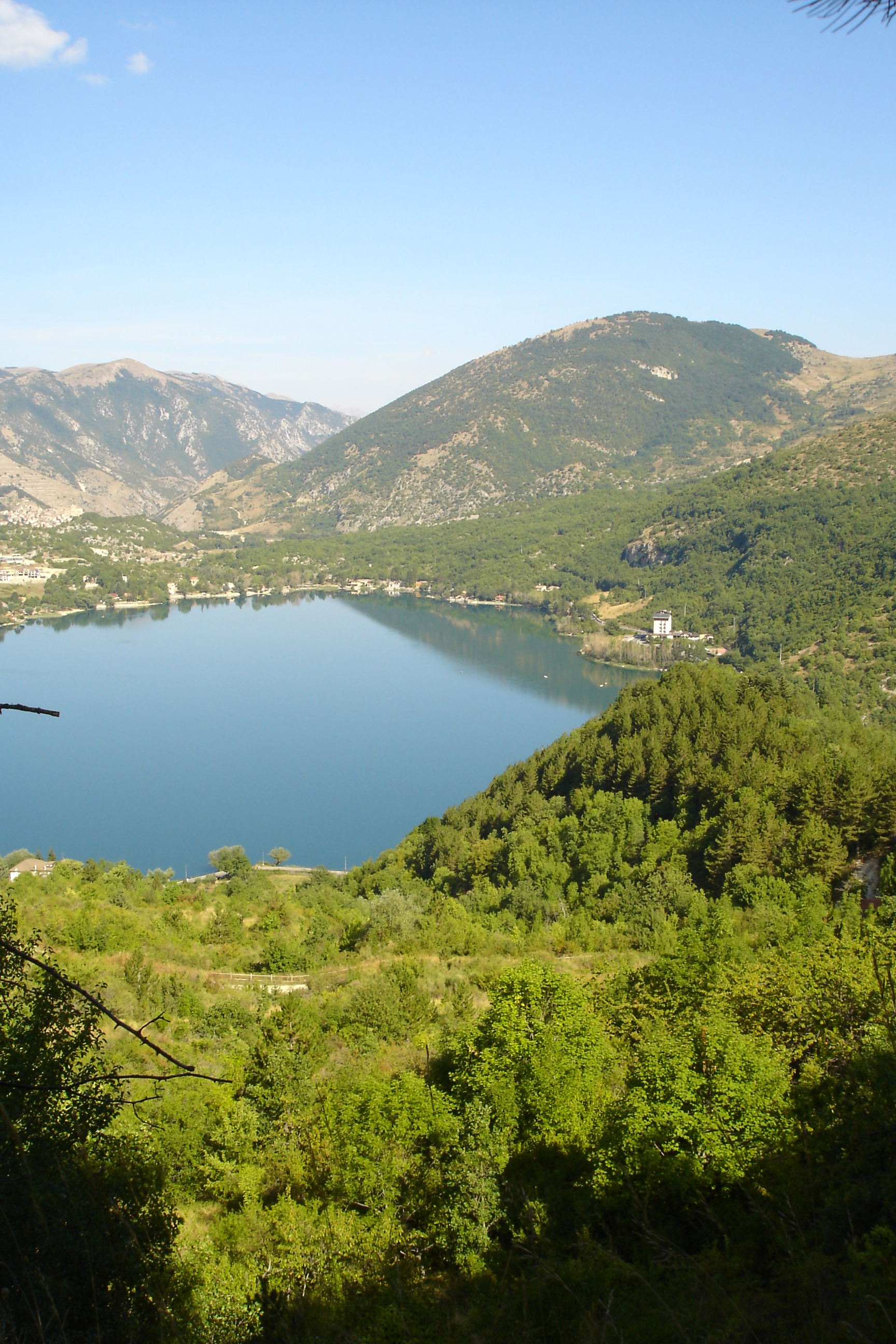
Le lac de Scanno de Sant'Egidio ; à l'arrière-plan les montagnes arides de Villalago, lieu de la première mission de saint Dominique dans les Abruzzes

Après cette première expérience, il rencontra en Sabine un moine appelé Giovanni (Jean) qui devint don disciple et son biographe. Avec lui il reprit un style de vie solitaire, fondant divers ermitages. Avec le soutien financier de notables locaux (magnatibus terrae) Credenderio et Zatterio, un monastère consacrée à la Très sainte Trinité, sur le mont appelé Pizzi. Plus tard, ces deux seigneurs lui confièrent la construction d'un autre monastère consacré à la Mère de Dieu,, près d'un fleuve «Aventin» (iuxta flumen Auentinum) non identifié, qui est probablement le Velino ou un de ses affluents, ou un affluent du Farfa,

#### Dominique dans les Abruzzes et Molise
La proximité des Crescenzi de Rome lui permit de rencontrer les contes dei Marsi, Teodino, Berardo et Oderisio. Ils étaient les descendants directs de Rainaldo dei Marsi, fils de Doda et Berardo Francesco, lequel fut fait comte dei Marsi par Ugo de Provence. Ce dernier était par sa femme Marozia, indirectement parent des Crescenzi et des derniers ducs de Spolète. À cette époque l'influence des familles romaines montait en puissance dans la Marsica, dans le contexte de la crise qui précipita Mont Cassin vers sa seconde destruction et sa lente reconstruction à partir de 949. Dominique se trouvait donc dans un contexte délicat. D'une part l'ordre monastique du Mont-Cassin cherchait à retrouver son grand patrimoine foncier dans les Abruzzes où les seigneurs locaux, l'aristocratie sénatoriale de Rome se l'était approprié. D'autre part à l'inverse la politique religieuse des seigneurs paraissait favorable aux structures monastiques sujettes aux seigneurs locaux, incapables de constituer une entité autonome ni de disposer de forces armées comme cela avait été le cas jusque-là pour les centres de la Terre de saint Benoît.

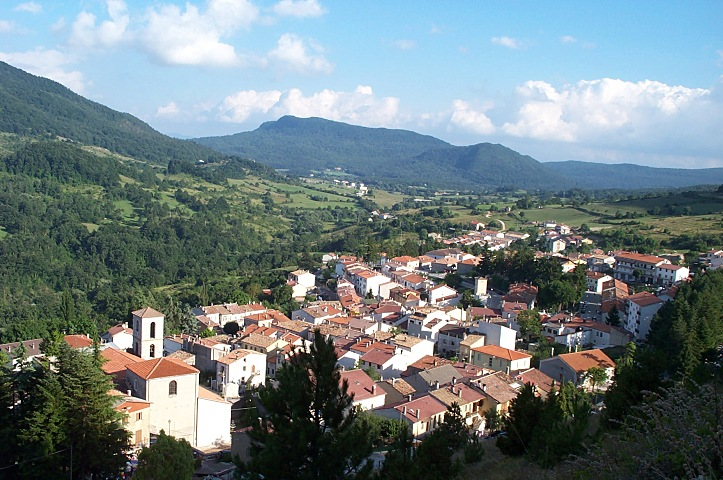
Le village San Pietro Avellana

À la suite d'une concession territoriale d'Oderisio au lieu-dit Prato Cardoso, à Villalago, la zone de Scanno devint le siège de la nouvelle activité de Dominique. Le saint se retira en ce lieu avec son disciple Giovanni, pour se consacrer à la prière et diffuser la Règle de saint Benoît. Autour de l'an 1000 Dominique ouvre d'une part un monastère appelé San Pietro de Lacu, à partir duquel, par les colons et les laïcs qui affluaient, il donna naissance à Villalago, aujourd'hui au lieu-dit Villavecchia, et d'autre part un ermitage permanent à Plataneta, consacré à la Trinité (aujourd'hui lac de Saint-Dominique,). Les comtes concédèrent aux moines de vastes exploitations, de telle façon que près du lac de Scanno se faisaient face à l'époque d'un côté les monastères bénédictins originaires de Acquevive et de Collangelo (tous deux consacrés à Michel archange), de l'autre les nouvelles fondations de Dominique à Villalago,.
On trouve une situation comparable dans la région appelée aujourd'hui le Molise, pour les mêmes raisons politico-religieuses, près de l'actuel San Pietro Avellana, où l'ermite fut appelé par Borrello, comte de Sangro, et impliqué depuis 981 dans la construction d'un monastère. Il contribue par là à la restauration d'une présence stable du clergé et à la nouvelle évangélisation de la région, où les structures religieuses avaient beaucoup souffert des invasions sarrasines et de la destruction de San Vincenzo al Volturno au IXe siècle. Dans cette zone la fondation de Dominique a eu un impact surtout local et féodal et s'appuya sur les reconstructions de la région par le pouvoir impérial. Le premier Abbé fut un certain Pietro.

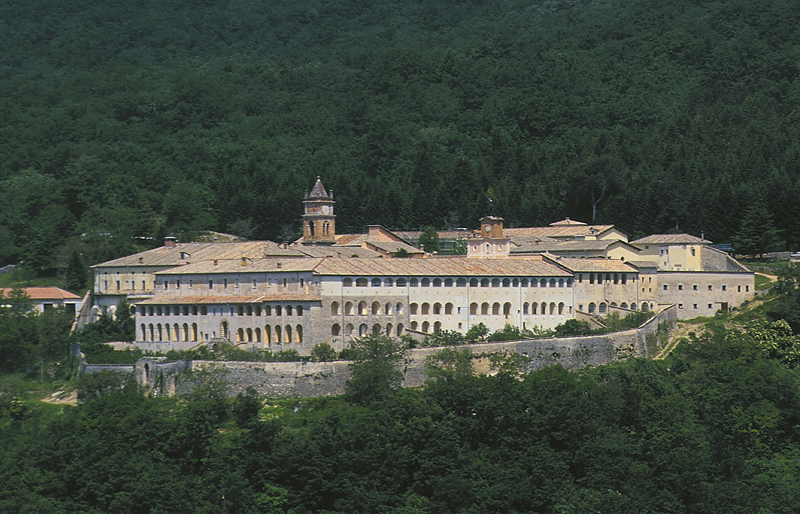
La chartreuse de Trisulti aujourd'hui

#### Dominique en Campanie
Les sources traditionnelles ne disent rien des raisons du voyage de Dominique en Campanie et attribuent la nouvelle mission à une inspiration divine, transmise par un ange. Le Comitatus Campaniae (C'était le nom de l'administration seigneuriale de la province Campagne de Rome), avant l'arrivée de l'évangélisateur, avait été le théâtre de la lutte, comme précédemment en Sabine, entre les Crescenzi et la noblesse locale, détenteurs du titre de comes Campaniae. En 969 l'affrontement en arriva au point que le comte de Campanie, Roffredo 1er de Veroli s'entendit avec le praefectus Urbis (préfet de la ville) Pierre, contre Jean XIII, soutien des Crescenzi de rome, riuscendo però sconfitto. Così, benché le agiografie dimentichino completamente il contesto politico in cui operò il santo, risulta evidente la connessione tra la sua attività e la nobiltà romana: Domenico si insediò infatti proprio in quel tratto dei monti Ernici al confine tra il territorio di Veroli e la Contea dei Marsi, località che erano state teatro della capitolazione dei campanini ribelli a Giovanni XIII.

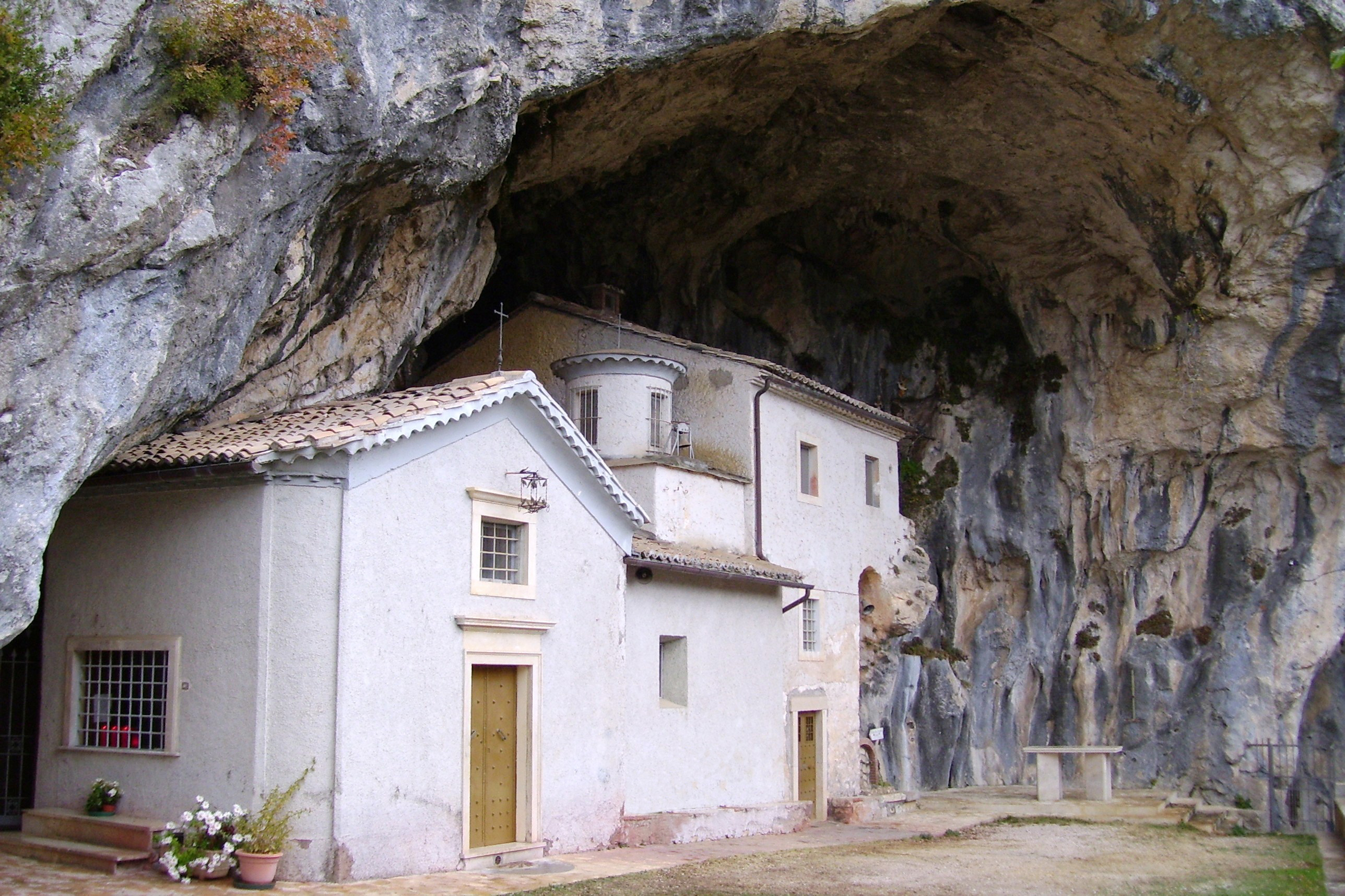
Église de la Madonna delle Cese, ermitage mariano près du Rio Fortuno

Pendant trois ans il vécut dans une grotte de Monte Porca, un appendice du mont Rotonaria, jusqu'à ce qu'il devienne célèbre pour son charisme et sa prédication aussi bien parmi les bergers que parmi les nobles locaux. Avec l'aide de quelques moines du Mont-Cassin et grâce à un don de la commune de Vico, il construisit vers 987 un monastère, consacré à saint Barthélémy, avec une communauté sous l'autorité d'un certain Alberto. L'endroit est aujourd'hui connu sous le nom de Trisulti, Trisaltus à l'époque, tout près de la Chartreuse de Trisulti. De là il commença une nouvelle campagne missionnaire, stimulé par la proximité de Rome et des appuis politiques dans les limites de l'État Pontifical, qui n'avait pas encore d'unité juridique uniforme. Encore une fois le lien avec les Crescenzi, unique puissance politique capable d'intervenir réellement dans le Comitatus Campaniae, permet à Dominique de continuer l'œuvre monastique : Amato, comes Signae, vicino, per via del nipote Gregorio, sposo di Maria di Rogasia dei Crescenzi, alla nobile famiglia romana, réclame la présence du saint sur les monts Lépins, près de la montagne de « Cacume », où on lui confia l'édification d'un monastère sous le patronage de saint Michel archange. Dominique remit le lieu consacré à un certain Cofredo ou Pietro.

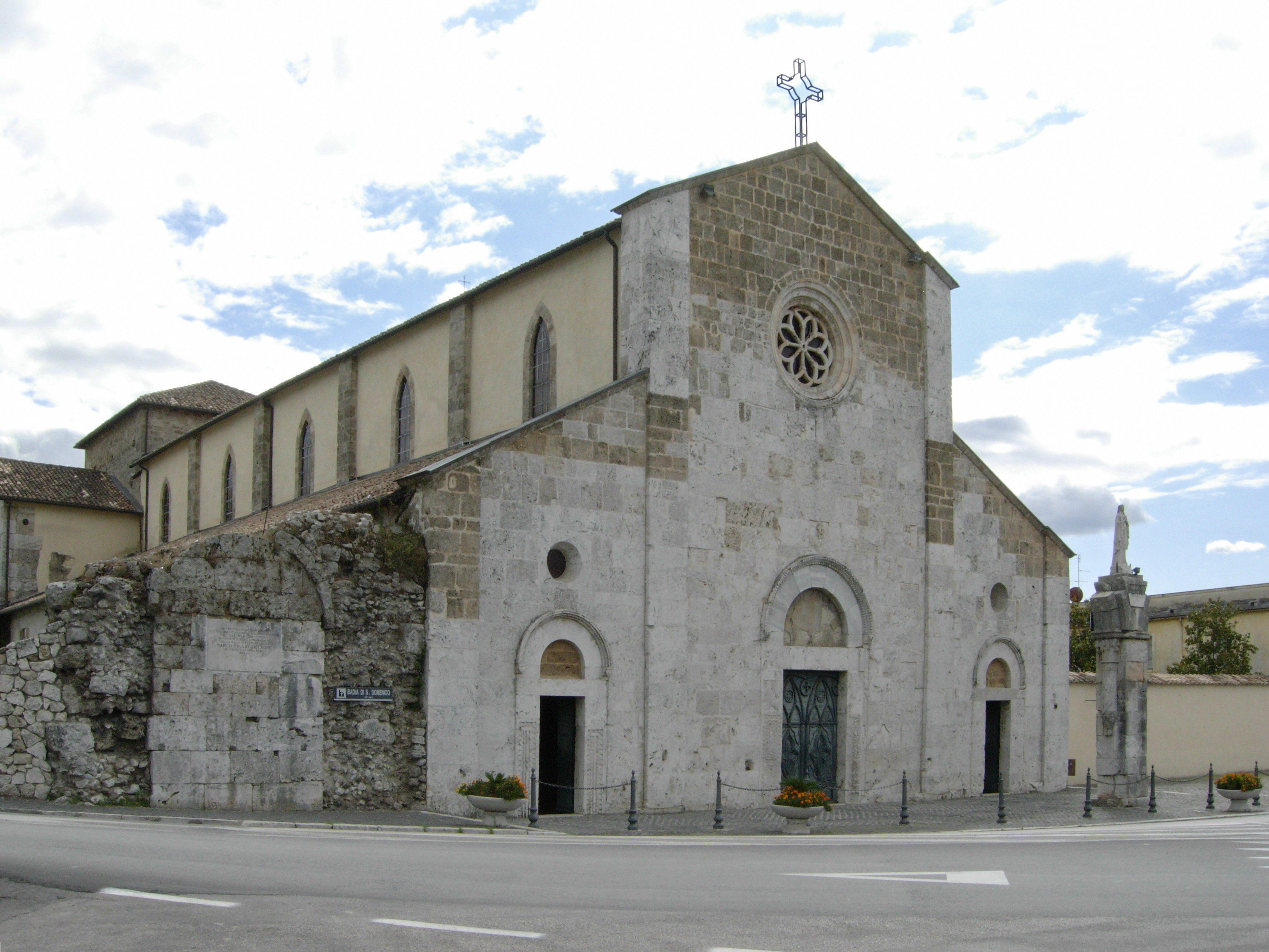
Abbaye Saint-Dominique à Sora

D'après Alberico le moine reprit contact avec les comtes dei Marsi, auxquels les seigneurs de Sora étaient apparentés. De là il fonda plusieurs monastères. La Vita prima ou la « Vita di Giovanni », avant de décrire la rencontre avec la noblesse de Sora, rappelle la fondation d'un autre ermitage consacré à la Vierge Marie, où le saint serait resté deux ans, ad flumen qui Flaternus vocatur.